# Barison
Barison (Барісон) — з 1922 року італійський виробник автомобілів. Штаб-квартира розташована в місті Ліворно. У 1925 році компанію купує фірма Montano. Того ж року компанія припинила виробництво автомобілів.

## Сільвіо Барісон
Інженер Сільвіо Барісон був засновником компанії SIVA (Società Italiana Vetture Automobili) в 1907 році в Мілані, яка після короткого часу була розформована.

## Заснування компанії
У 1922 році Барісон розробив роторний двигун, для якого він навіть отримав патент. У тому ж році він заснував за фінансової підтримки групи фінансістів у Ліворно компанію Fabbrica Automobili Barison & C..

## Виробництво автомобілів
Однак, була спроєктована і виготовлялася тільки одна модель автомобіля з 4-циліндровим двигуном, повністю виготовленим з алюмінію. Автомобіль був виставлений на автосалоні в Мілані 1922 року. Існувало два варіанта двигуна. Менший мав об'єм 1995 см3. Більший двигун видавав 55 к.с. при 2474 см3. До 1925 року було створено приблизно 25 примірників цього автомобіля, але без кузова. 

## Закриття компанії
Згодом компанія була придбана фірмою Montano. Montano займалися металургією та не цікавилися автомобільною промисловістю, компанія Barison припинила діяльність.

## Список автомобілів Barison
- 1922 - Barison 55HP